# Kościół św. Bartłomieja Apostoła w Szydłowicach
Kościół św. Bartłomieja Apostoła – rzymskokatolicki kościół parafialny w Szydłowicach. Świątynia należy do parafii św. Bartłomieja Apostoła w Szydłowicach w dekanacie Brzeg północ, archidiecezji wrocławskiej. Dnia 27 marca 2018 roku, pod numerem A-281/2018 świątynia została wpisana do rejestru zabytków województwa opolskiego.

## Historia kościoła
Kościół w Szydłowicach został wybudowany w stylu neogotyckim w 1880 roku przez zamieszkujących te tereny ewangelików. Po II wojnie światowej, w 1945 roku został przejęty przez katolików. Stanowiła ją ludność przesiedlona z kresów wschodnich z położonej niedaleko Lwowa wsi Prusy. Do dziś znajduje się w kościele, przywieziony przez nich, namalowany na płótnie obraz Matki Boskiej Pocieszenia. Natomiast, również przywiezione przez ludność kresową, stacje Drogi Krzyżowej obecnie znajdują się w kościele filialnym św. Stanisława Kostki w Dobrzyniu.